# Rudolf Wolke
Rudolf Wolke (Berlín, 9 de juny de 1906 - Ídem, 12 de març de 1979) va ser un ciclista alemany que fou professional entre 1928 i 1937. Del seu palmarès destaca la Volta a Alemanya de 1927.
El seu germà Bruno també es dedicà al ciclisme.

## Palmarès
- 1927
  - 1r a la Volta a Alemanya i vencedor de 5 etapes
  - 1r a l'Olympia's Tour i vencedor de 2 etapes
  - 1r a la Volta a Colònia amateur
- 1928
  - 1r a la Quer durch Thüringen
- 1930
  - Vencedor d'una etapa a la Volta a Alemanya

### Resultats al Tour de França
- 1930. Abandona (17a etapa)
- 1934. Abandona (8a etapa)